# Breaking the Habit (DVD)
A "Breaking the Habit"-et Joe Hahn rendezte. Anime-stílusú animációkat használt amit Kazuto Nakazawa készített.
A video elején, egy ember fekszik egy kocsi tetején. Az autó körül a rendőrök lezárták a területet. A rendőrök a területet vizsgálják, próbálják kideríteni miért zuhant le a férfi. A video átvált más karakterekre, közülük nagyon sok depressziósnak és frusztráltnak látszódik. Az első említésre méltó karakter egy lány aki betör egy üveget, utána egy papírfecnire azt írja, hogy: "I'm nothing" (Semmi se vagyok).  Utána felvesz egy üvegdarabot, a kezét ökölbe szorítja, és a vér egy papírra csöpög. Ekkor a video visszatekerődik így többet felfed a karakterekről és a történeteikről. Az élettelen test elkezd felfele repülni és egy felhőkarcoló tetején áll meg, ahol kiderült, hogy ő Chester. Amikor Chester felér a tetőre az egész zenekar elkezd játszani, és a tetőn befejezik a számot.
Ezenkívül van egy második video is, amit "Breaking the Habit (5.28.04 3:37 PM)"-nek hívnak. Ebben a zenekar látható miközben a stúdióban játsszák el a számot. A videót Kimo Proudfoot rendezte.

## DVD és a Booklet
2004. július 27-én adták ki a "Breaking the Habit" DVD-t amihez járt egy átlagos TOKYOPOP Cine-Manga. Ebben a videoban látható események vannak. De még benne van az eredeti forgatókönyv és egy életrajz a zenekar mindegyik tagjáról. Ezenkívül még benne van Mike Shinoda kézzel írt dalszövege, és néhány egyéb dolog a zenekarról.

## Fejezetek
1. Breaking the Habit (Video Version)
2. Making of Breaking the Habit
3. Breaking the Habit (5.28.04 3:37 P.M.)

## Dupla lemezes promo verzió

### Disc 1
1. Breaking the Habit (CD verzió)

### Disc 2
1. Breaking the Habit (DVD Video)

- A dalszöveget Mike Shinoda írta
- A zenét a Linkin Park írta

## Külső hivatkozások
- A Linkin Park hivatalos weboldala